# Gobionotothen angustifrons
Gobionotothen angustifrons és una espècie de peix pertanyent a la família dels nototènids.

## Descripció
- Pot arribar a fer 20,5 cm de llargària màxima.
- 5-8 espines i 28-30 radis tous a l'aleta dorsal i cap espina i 29-31 radis tous a l'anal.[6][7]

## Depredadors
És depredat per Notothenia rossii.

## Hàbitat
És un peix d'aigua marina, demersal i de clima polar que viu entre 0-110 m de fondària.

## Distribució geogràfica
Es troba a l'oceà Antàrtic: l'illa de Geòrgia del Sud.

## Observacions
És inofensiu per als humans.